# Amery-Schelfeis
Koordinaten: 69° 30′ S, 73° 30′ O

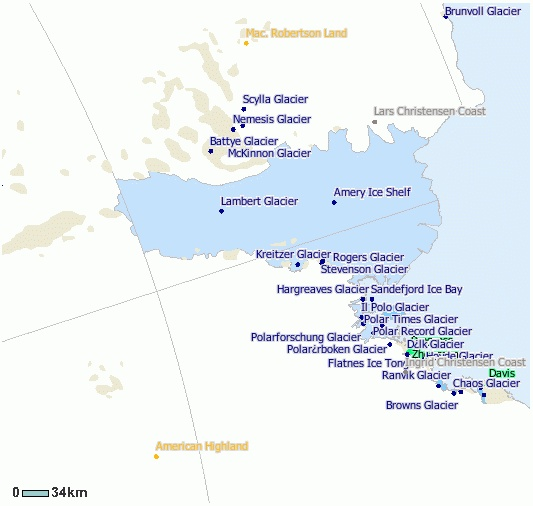
Umgebungskarte

Das Amery-Schelfeis (englisch Amery Ice Shelf) ist eine in Ostantarktika gelegene, permanente Eisfläche, die die Prydz Bay überspannt. Es bildet sich aus den Eisflächen des Lambertgletschers, der dort in das Meer mündet. Geographisch gesehen liegt es zwischen 69° und 70° S sowie zwischen 72° und 75° O. vor Mac-Robertson-Land und Prinzessin-Elisabeth-Land. Das Amery-Schelfeis befindet sich in einer zulaufenden Bucht mit einer Länge von 400 km und einer Breite von maximal 175 km. Im Osten liegt das Amerikanische Hochland. Nördlich liegt die Kooperationssee.
Nach dem Ross-Schelfeis und dem Filchner-Ronne-Schelfeis ist es mit einer Fläche von 62.600 km2 (Stand 2007) das drittgrößte seiner Art in der Antarktis.
Der australische Anspruch auf das Gebiet wurde durch den Antarktisvertrag ausgesetzt.
Vom Amery-Schelfeis löst sich ungefähr alle 60 bis 70 Jahre ein großer Eisberg ab. Zuletzt geschah dies im September 2019; die abgebrochene Eisfläche war diesmal ca. 50 × 30 Kilometer groß und 200 Meter dick; dies entspricht der Größe des Stadtgebiets von London.

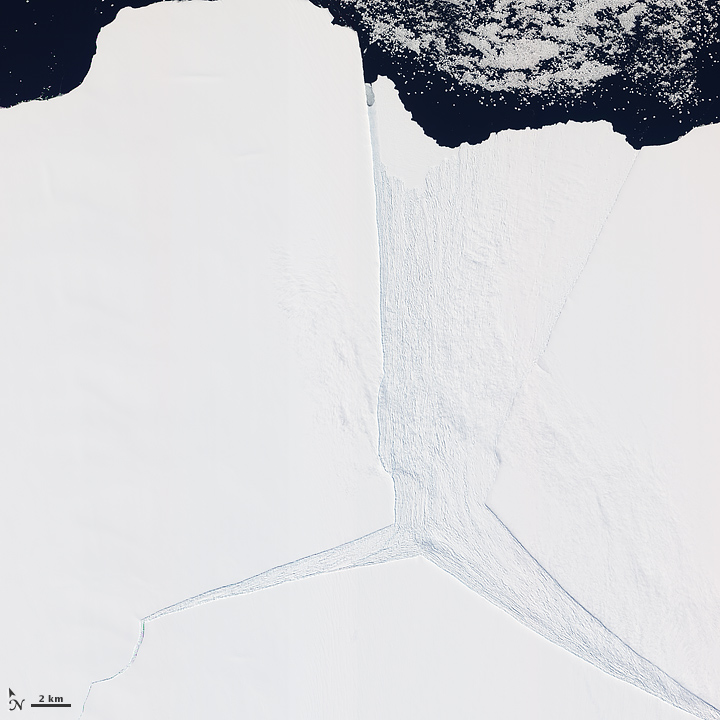
Amery-Schelfeis (Satellitenaufnahme)
Amery-Schelfeis (Animation)